# Александр Гогенцоллерн
Александр Гогенцоллерн (полное имя — Александр Фридрих Антониус Йоханесс Принц фон Гогенцоллерн; род. 16 марта 1987, Нью-Йорк, Нью-Йорк) — немецкий принц, член княжеского дома Гогенцоллерн-Зигмаринген. Единственный сын и вероятный наследник Карла Фридриха Гогенцоллерна (род. 1952), главы дома Гогенцоллерн-Зигмаринген (с 2010 года), от первого брака с графиней Александрой Шенк фон Штауффенберг (род. 1960).

## Биография
Александр родился в городе Нью-Йорк (США). Вначале он учился в школе в Океме (графство Ратленд, Англия), но после получения GCSE оставил её. Затем продолжил образование в колледже в Марверне и частной школе-интернате в Санкт-Галлене (Швейцария).
Принц путешествовал по Тибету, изучал смешанные боевые единоборства. Он также вступил в немецкую молодёжную организацию «Junge Union» в 2010 году. После длительного путешествия по Индонезии он принял присоединился к негосударственной экологической организации «Rettet den Regenwald», созданной для борьбы за сохранение тропических лесов.

## Титулы
- 19 июня 1990 — 16 сентября 2010 — Его Светлость Принц Александр Гогенцоллерн
- 16 сентября 2010 — настоящее время — Его Светлость Александр, Наследный Принц Гогенцоллерн